# 후추 기지
후추 기지(府中基地 후츄 키치[*], 영어: Fuchu Air Base) 도쿄도 후추시에 있는 항공자위대의 기지이다.
현재 기지사령은 항공기상군 사령이 맡고 있으며, 이전 기지사령은 2012년 3월 25일까지 주둔했던 방공지휘군의 사령이다.

## 역사

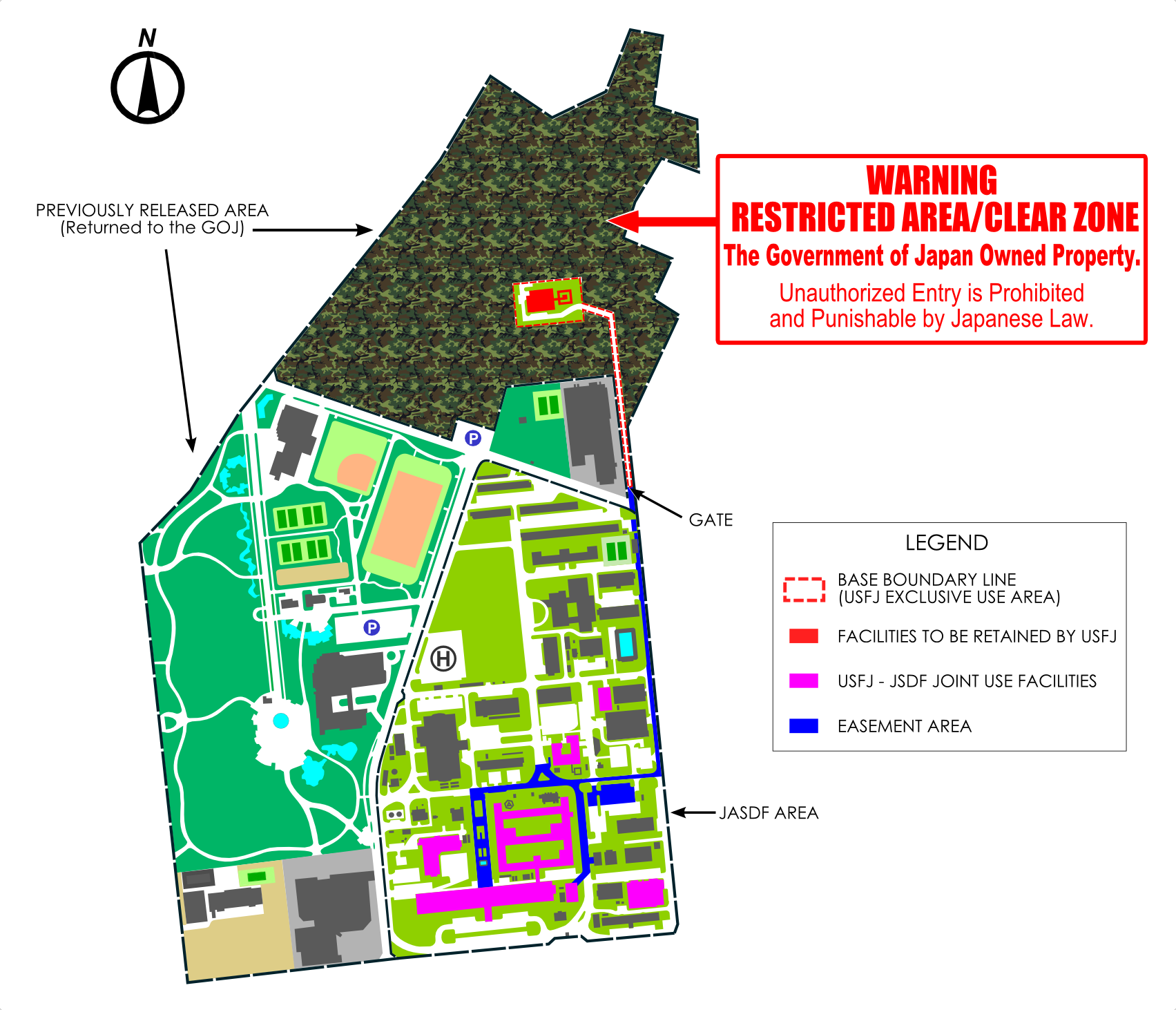
후추 기지의 2008년 지도

후추 기지가 있는 토지가 군사 목적으로 쓰이기 시작한 것은 1940년에 일본 제국 육군의 연료창이 개설되면서 시작되었다. 일본 제국 육군의 연료창은 1945년까지 일본 제국이 패망할 때까지 쓰였고, 연료창을 접수한 연합국의 일본 점령군은 제5공군의 항공기지인 후추 항공기지(Fuchu Air Station)로 바꿨다. 본격적으로 주일 미군과 항공자위대가 입주한 시기는 1957년이며, 베트남 전쟁의 끝맺음과 함께을 계기로 1974년에 주일 미군 사령부가 요코타 비행장으로 옮겨간 뒤, 1982년 12월 16일에 토지를 삼분할하여 주일 미군의 후추 통신시설(府中通信施設 후츄 쓰신시세쓰[*], Fuchu Communications Station), 항공자위대의 후추 기지, 후추시역소 소유의 후추노모리 공원으로 대장성 지방심의회에서 결정되었다.

### 항공자위대
1957년 8월 1일에 항공자위대의 항공집단 사령부, 항공보안관제기상군 본부가 주일 미군의 후주 공군기지 한켠에 설치되는 것으로 항공자위대 후추 기지의 개청하였다. 이듬해 1958년 3월, 후추기지대가 창설되고, 항공집단은 항공총대로, 그리고 항공보안관제기상군은 단급 부대로 개편되었다.
1967년 10월, 후추기지대는 방공지휘군(防空指揮群)으로 재편성되었다.
1969년 7월, 조사대 후추 파견반이 개설되었다.
1975년 6월 30일, 주일 미군의 관할 구역인 후추 통신시설을 제외한 나머지 토지가 반환되었다. 그중 1/3 면적이 후추 기지의 관할로 편입되었다. 다음 달 7월에 조달실시본부 후추조달관리사무소(調達実施本部府中調達管理事務所)이 개설되었다.
2009년 1월 27일, 자동 경계관제 시스템인 JADGE 장비가 배치되었다.
2012년 3월 21일, 항공총대 사령부와 작전정보대, 방공지휘군이 요코타 비행장으로 옮겨갔다.
2013년, 이루마 기지의 항공보안관제군 본부와 전자개발실험군이 이사왔다.
2014년 8월 1일, 이루마 기지의 항공개발실험집단 사령부가 옮겨왔다.
2018년, 이루마 기지의 비행관리대가 이사왔다.

## 항공 관제
| 호출부호 | 주파수 (MHz) |
| -------- | ------------ |
| GND      | 123.3, 246.6 |
| TWR      | 130.80       |
| RDR      | 261.4        |

## 주둔 조직

### 항공자위대
- 항공지원집단 사령부
- 항공보안관제군
  - 군 본부
  - 비행관리대
  - 비행정보대
- 항공기상군
  - 군본부
  - 중추 기상대
  - 기지업무대
- 항공개발실험집단
  - 사령부
  - 전자개발실험군
- 우주작전군
- 항공중앙음악대

### 육상자위대
- 기상 주스(中枢)대 중앙관제기상대
- 자위대 도쿄 지방협력본부, 미타마지구대, 후추 분둔소

### 방위성
- 기타칸토 방위국, 조달부, 장비 제2과
- 후추 정보보전파견대 (자위대 정보보전대 동부정보보전대)

## 사진

후추 통신시설
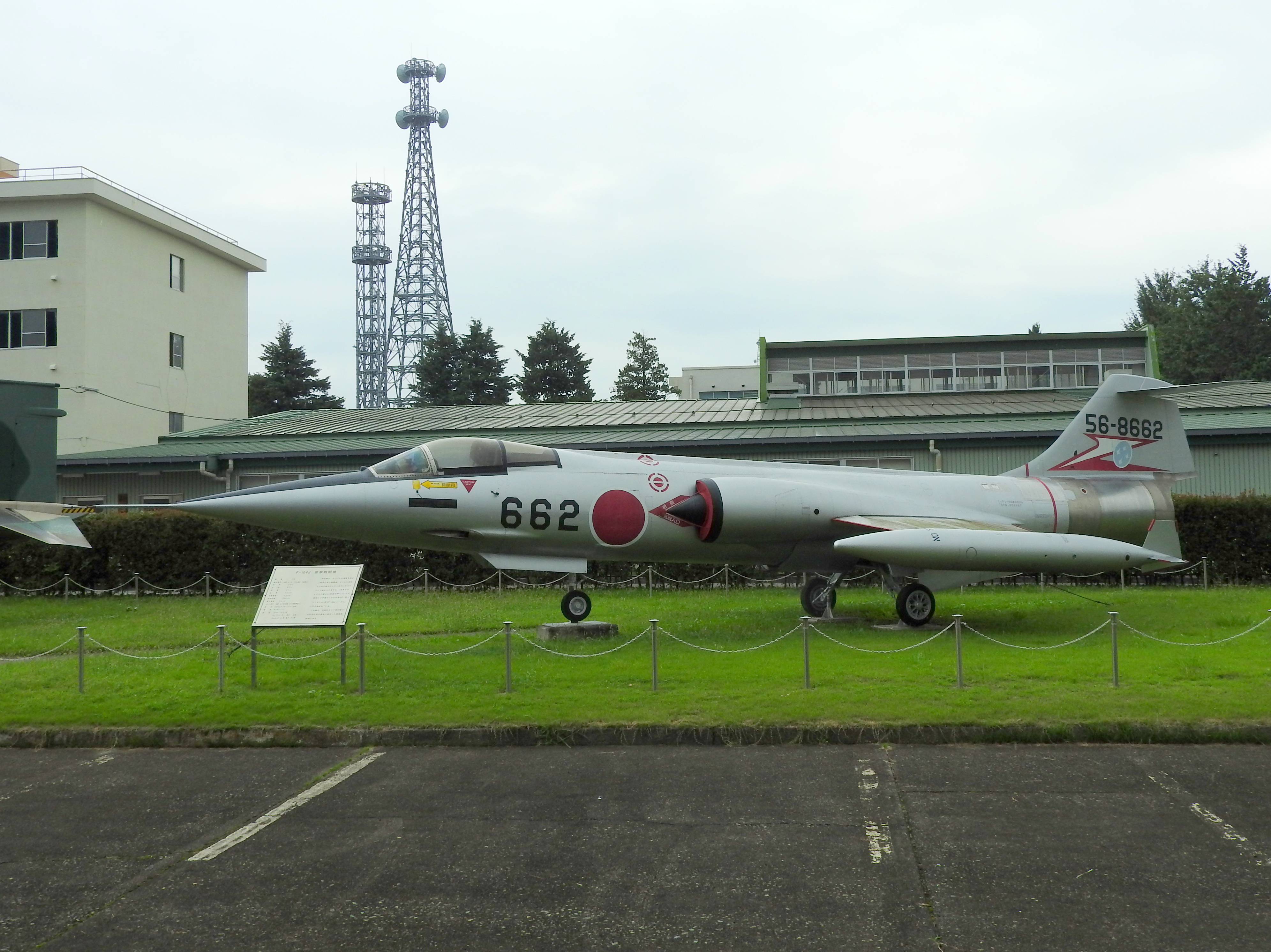
기지 안에 전시된 록히드 F-104J
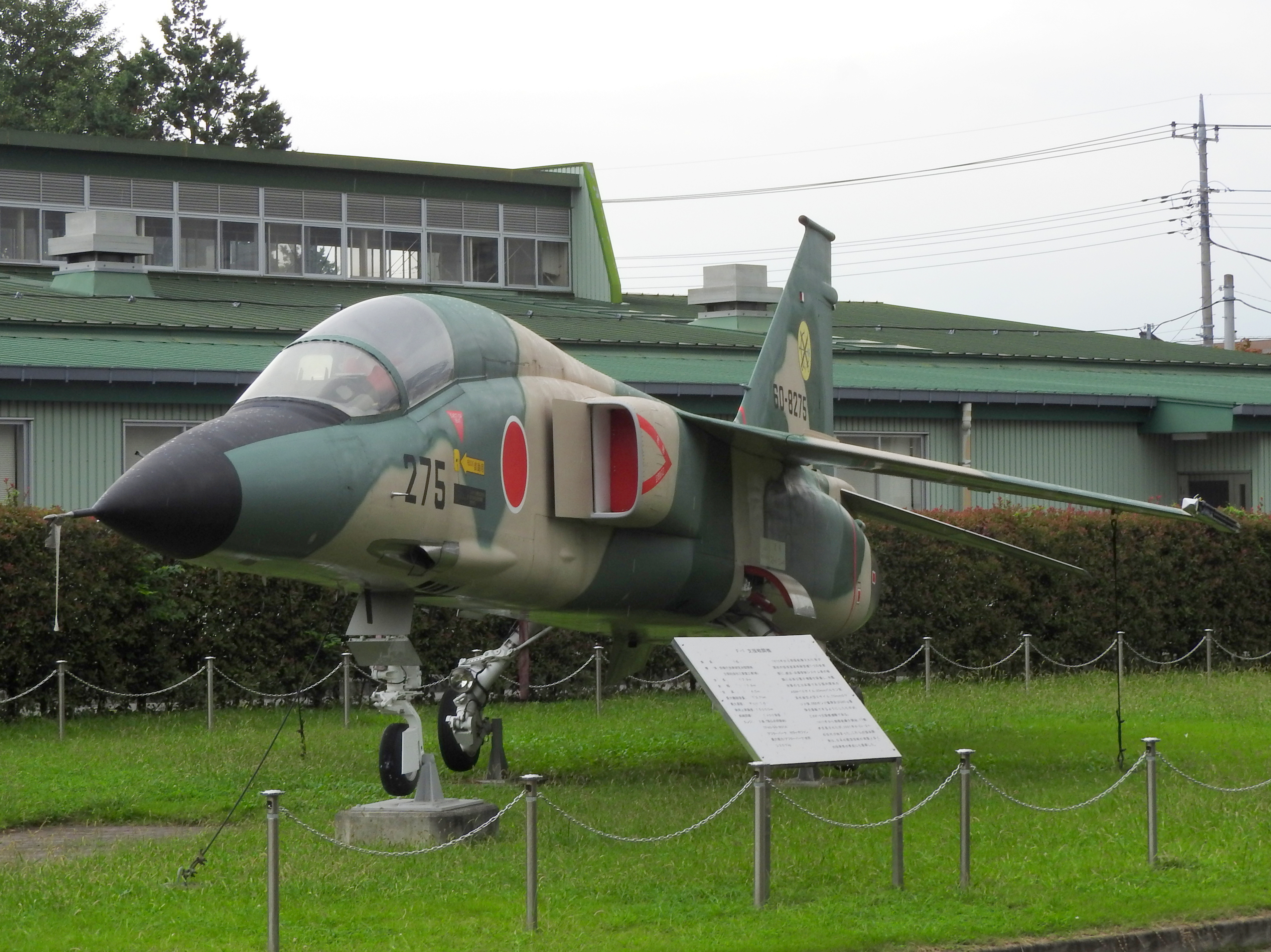
기지 안에 전시된 미츠비시 F-1

## 참고
- “府中基地沿革” (일본어). 후추기지. 2016년 6월 3일에 원본 문서에서 보존된 문서. 2016년 1월 7일에 확인함.